# Rafael Schmitz
Rafael Schmitz (ur. 17 grudnia 1980 w Blumenau) – brazylijski piłkarz, występujący na pozycji obrońcy. Obecnie jest zawodnikiem brazylijskiego Athletico Paranaense.

## Kariera klubowa
Schmitz karierę rozpoczynał w trzecioligowym Clube Malutrom. W 2001 roku przeszedł do francuskiego OSC Lille. W tym klubie spędził sześć sezonów, w ciągu których rozegrał w Ligue 1 99 spotkań i zdobył w nich dwie bramki. Ponadto wraz z LOSC grał w Lidze Mistrzów i Pucharze UEFA. Dwukrotnie był stamtąd wypożyczany; najpierw w 2004 do rosyjskiej Krylii Sowietow Samara, a później, na sezon 2007/08 do angielskiego Birmingham City. W barwach Birmingham zadebiutował 15 września 2007, w spotkaniu przeciwko Boltonowi Wanderers. Po spadku zespołu Blues do drugiej ligi, Schmitz powrócił do macierzystego klubu.
23 czerwca 2008 podpisał trzyletni kontrakt z Valenciennes FC, gdzie jest obecnie kapitanem.
| Sezon     | Klub                   | Kraj     | Rozgrywki      | Mecze | Gole | Rozgrywki Europy                    | Mecze | Bramki |
| --------- | ---------------------- | -------- | -------------- | ----- | ---- | ----------------------------------- | ----- | ------ |
| 2001      | Clube Malutrom         | Brazylia | Série B        | 0     | 0    | -                                   | -     | -      |
| 2001/02   | Lille OSC              | Francja  | Division 1     | 15    | 0    | Liga Mistrzów UEFA Liga Europy UEFA | 1 2   | 0 0    |
| 2002-2003 | Lille OSC              | Francja  | Ligue 1        | 2     | 0    | Liga Europy UEFA                    | 4     | 0      |
| 2003/2004 | Lille OSC              | Francja  | Ligue 1        | 5     | 0    | -                                   | -     | -      |
| 2004      | Krylia Sowietow (wyp.) | Rosja    | Priemjer-Liga  | 9     | 0    | -                                   | -     | -      |
| 2004/2005 | Lille OSC              | Francja  | Ligue 1        | 27    | 1    | Liga Europy UEFA                    | 6     | 0      |
| 2005/2006 | Lille OSC              | Francja  | Ligue 1        | 26    | 1    | Liga Mistrzów UEFA                  | 5 4   | 0 0    |
| 2006/2007 | Lille OSC              | Francja  | Ligue 1        | 24    | 0    | Liga Mistrzów UEFA                  | 5     | 0      |
| 2007/2008 | Birmingham City (wyp.) | Anglia   | Premier League | 15    | 0    | -                                   | -     | -      |
| 2008/2009 | Valenciennes FC        | Francja  | Ligue 1        | 31    | 1    | -                                   | -     | -      |
| 2009/2010 | Valenciennes FC        | Francja  | Ligue 1        | 8     | 1    | -                                   | -     | -      |
| 2010/2011 | Valenciennes FC        | Francja  | Ligue 1        | 5     | 0    | -                                   | -     | -      |
| 2011/2012 | Valenciennes FC        | Francja  | Ligue 1        | 2     | 0    | -                                   | -     | -      |
| 2012      | Athletico Paranaense   | Brazylia | Série B        | -     | -    | -                                   | -     | -      |

Stan na: 2 czerwca 2012 r.